# Corzuela
Corzuela är en kommunhuvudort i Argentina.   Den ligger i provinsen Chaco, i den norra delen av landet, 900 km norr om huvudstaden Buenos Aires. Corzuela ligger 106 meter över havet och antalet invånare är 10 470.
Terrängen runt Corzuela är mycket platt. Närmaste större samhälle är Las Breñas, 18,7 km sydväst om Corzuela.
I omgivningarna runt Corzuela växer huvudsakligen savannskog. Runt Corzuela är det glesbefolkat, med 11 invånare per kvadratkilometer.